# Oberheckenhofen
Oberheckenhofen (fränkisch: (Owa)hägnghufm) ist ein Gemeindeteil der Gemeinde Georgensgmünd im Landkreis Roth (Mittelfranken, Bayern). Oberheckenhofen liegt in der Gemarkung Georgensgmünd.

## Geografische Lage
Das Dorf liegt am Westufer der Rednitz und am Rummbach, der unmittelbar südlich des Ortes als linker Zufluss in die Rednitz mündet. Ca. 200 m weiter nördlich fließt der Mühlbach von links in die Rednitz. Im Norden grenzt das Waldgebiet „Hut“ an, auch im Westen und Süden ist der Ort von Wald umgeben. Die Kreisstraße RH 6 führt nach Bernlohe (0,6 km nordöstlich) bzw. nach Georgensgmünd zur Staatsstraße 2224 (2 km südwestlich). Eine Gemeindeverbindungsstraße führt nach Unterheckenhofen (1,7 km nordöstlich). Die Bahnstrecke Treuchtlingen–Nürnberg durchquert den Ort.

## Geschichte
Der Ort wurde wahrscheinlich im 8. oder 9. Jahrhundert von bayerischen Siedlern gegründet. Er lag verkehrsgünstig an der Rednitzterrassenstraße, die bereits in vorkarolingischer Zeit angelegt worden war. Eine Urkunde von 1289 nennt einen Ort namens „Hegenhouen“. Die erste eindeutige Erwähnung findet sich 1345 als „Obernhekenhouen“. Das Bestimmungswort des Ortsnamens ist Hecko, der Personenname des Siedlungsgründers. Um 1370 hatte man den Zehnt an die Liebfrauenkirche in Roth zu entrichten. 1395 bestand der Ort aus vier Höfen, 1531 aus fünf Höfen, die unterschiedliche Grundherren hatten: ein Hof unterstand der Rother Kirche, zwei dem St.-Klara-Klosterverwalteramt und zwei dem Landesalmosenamt der Reichsstadt Nürnberg. Infolge des Dreißigjährigen Kriegs wurde der Ort komplett entvölkert. Erst 1651 wurde mit dem Wiederaufbau durch protestantischer Exulanten aus Oberösterreich begonnen. 1735 zählte die Bauernsiedlung sechs Häuser, 1770 neun.
Gegen Ende des 18. Jahrhunderts gab es in Oberheckenhofen 7 Anwesen und ein Gemeindehirtenhaus. Das Hochgericht übte das brandenburg-ansbachische Oberamt Roth aus, die Dorf- und Gemeindeherrschaft hatte das brandenburg-ansbachische Kastenamt Roth inne. Grundherren waren das Fürstentum Ansbach (Kastenamt Roth, Kirche Roth: 1 Ganzhof, Stadt Roth: 1 Köblergut), die Reichsstadt Nürnberg (Landesalmosenamt: 2 Ganzhöfe; Klarenamt: 1 Ganzhof, 2 Halbhöfe).
Von 1797 bis 1808 unterstand der Ort dem Justiz- und Kammeramt Roth. Im Rahmen des Gemeindeedikts wurde Oberheckenhofen dem 1808 gebildeten Steuerdistrikt Georgensgmünd und der 1811 gegründeten Ruralgemeinde Georgensgmünd zugeordnet.

### Baudenkmäler
In Oberheckenhofen gibt es vier Baudenkmäler:
- Haus Nr. 3, 5: Bauernhäuser
- Gedenkstein mit Reliefkreuz
- Viadukt

### Einwohnerentwicklung
| Jahr      | 001818 | 001840 | 001861 | 001871 | 001885 | 001900 | 001925 | 001950 | 001961 | 001970 | 001987 |
| Einwohner | 63     | 70     | 72     | 79     | 73     | 80     | 62     | 99     | 88     | 73     | 62     |
| Häuser    | 12     | 14     |        |        | 14     | 13     | 13     | 14     | 15     |        | 14     |
| Quelle    | [ 17 ] | [ 18 ] | [ 19 ] | [ 20 ] | [ 21 ] | [ 22 ] | [ 23 ] | [ 24 ] | [ 25 ] | [ 26 ] | [ 1 ]  |

## Religion
Oberheckenhofen ist seit der Reformation evangelisch-lutherisch geprägt und bis heute nach Zu unserer lieben Frau (Roth) gepfarrt. Die Einwohner römisch-katholischer Konfession sind nach St. Wunibald (Georgensgmünd) gepfarrt.